# India (satrapía)
La satrapía de India (persa antiguo 𐏃𐎡𐎯𐎢𐏁, transliterado H-i-du-u-š o Hidūsh, en griego antiguo: Ἰνδία, romanizado: India) formaba parte del Imperio aqueménida, establecida tras la conquista persa del valle del Indo, alrededor del 500 a .C. Según Heródoto, era la provincia más oriental del imperio, y generalizó el término "indio" del pueblo de Hindush a todos los pueblos que vivían al este de Persia, aunque no conocía la geografía del país.
Permaneció en posesión de los aqueménidas hasta la campaña india de Alejandro Magno en el 326 a. C.

## Etimología
El nombre del lugar deriva casi con toda seguridad de Sindhu, término sánscrito que designa tanto al río Indo como a su valle inferior. En protoiranio, el fonema *s se transformó en h entre el 850 y el 600 a. C., ya que ya que en la escritrua el sufijo -sh se utilizaba habitualmente para denotar los nombres de las regiones. Por ello, en persa antiguo se pronunciaba Hindush, pero se escribía Hidūsh El término se tradujo en griego y latín como India, término que más tarde pasó por sinécdoque a denotar todo el subcontinente indio. El sufijo -sh  es común entre los nombres de muchas satrapíass aqueménidas, como Harauvatish (“la tierra de Harauvati o Haraxvaiti”, es decir, Aracosia) o Bakhtrish (Bactria). En consecuencia, Hindush significaría la tierra de Sindhu.
Los griegos de Asia Menor, que también formaban parte del Imperio aqueménida, llamaban a la provincia ‘India’. Más concretamente, llamaban a los habitantes de la provincia (en griego antiguo: 'Ινδοι, Indoi) La pérdida de la aspirada /h/ se debió probablemente a los dialectos del griego que se hablaban en Asia Menor.

## Geografía
El territorio puede que correspondiera a la zona que cubre la cuenca baja y central del Indo (las actuales regiones de Sindh y del sur de India y Punjab (Pakistán) Al norte de Hindush estaba Gandāra (deletreada como Gaⁿdāra por los aqueménidas). Estas zonas permanecieron bajo control persa hasta la invasión de Alejandro.
Como alternativa, algunos autores consideran que Hindush pudo estar situada en la zona del Punjab.

## Hindush en el ejército aqueménida

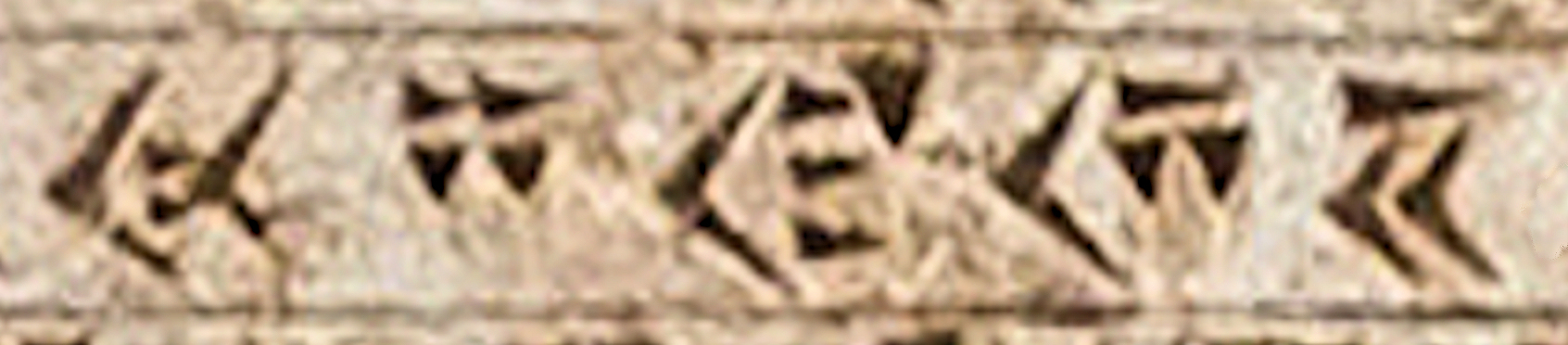
El nombre Hidūš (𐏃𐎡𐎯𐎢𐏁 en persa antiguo cuneiforme) como territorio aqueménida en la inscripción DNa de Darío I (c. 490 a. C.).

Según Heródoto, los “indios” participaron en la segunda invasión persa de Grecia hacia el año 480 a. C. Al final de la Batalla de Platea (479 a. C.), formaron uno de los principales cuerpos de tropas aqueménidas (uno de los «más grandes de las naciones»).